# جون مور (لاعب كرة قدم)
جون مور (بالإنجليزية: John Moore)‏ (9 سبتمبر 1945 بليفربول في المملكة المتحدة - ) هو لاعب كرة قدم بريطاني في مركز الدفاع. لعب مع ستوك سيتي وسوانزي سيتي وشروزبري تاون ونادي إيفرتون.

## وصلات خارجية
- جون مور (لاعب كرة قدم) على موقع قاعدة بيانات كرة القدم.إي يو (الإنجليزية)
- جون مور (لاعب كرة قدم) على موقع عالم كرة القدم.نت (الإنجليزية)